# Wysoka Wieś (województwo warmińsko-mazurskie)
Wysoka Wieś (niem. Kernsdorf) – wieś w Polsce, położona w województwie warmińsko-mazurskim, w powiecie ostródzkim, w gminie Ostróda.
W latach 1975–1998 wieś administracyjnie należała do województwa olsztyńskiego.